# Carlos Ott

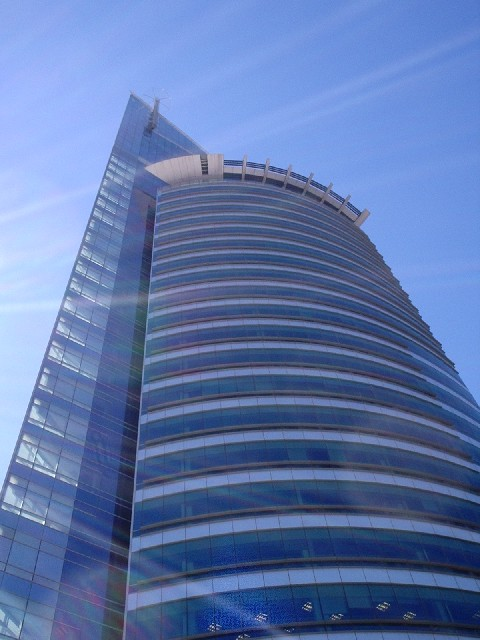
Torre de las Telecomunicaciones, Montevideo, Uruguay.

Carlos A. Ott (* 16. Oktober 1946 in Montevideo, Uruguay) ist ein in Kanada lebender Architekt kanadisch-uruguayischer Herkunft. Er plante das Opernhaus Opéra Bastille in Paris.

## Leben
Carlos Ott studierte an der Universität von Uruguay und erhielt sein Diplom im Jahr 1971. Er war Begünstigter eines Stipendiums in dem internationalen Wettbewerb „Fullbright-Hays Fellowship“ der Architekturschule Washington.
Zwischen 1975 und 1979 war er Teilhaber der Architekturbüros „Moffat and Kinoshita“ in Toronto (Ontario) und ging als Preisträger des Wettbewerbes um die Renovierung und Vergrößerung des Royal Ontario Museum in Toronto hervor. Danach leitete er bis 1983 das Architekten-Team der Firma „Cadillac“ und wurde schließlich Teilhaber des kanadischen Architekturbüros „Neish Owen Roland and Roy“. An dem internationalen Wettbewerb für den Bau der Pariser Opéra Bastille, aus dem er am 17. November 1983 als Preisträger hervorging, nahm er in seinem persönlichen Namen teil.

## Bauten
- 1983: Opéra Bastille, Paris
- 1993: Konzertsaal, Mont-de-Marsan, Frankreich
- 1993: Gebäude des Hauptsitzes von Thomson, Genf
- 1997: Opéra de Jiang Su, Nanjing, Volksrepublik China
- 1997: Internationaler Flughafen von Ushuaia, Tierra del Fuego, Argentinien
- 1997: Internationaler Flughafen Carlos A. Curbelo, Punta del Este, Maldonado, Uruguay
- 1997: Vereinte Kliniken, Weimar, Deutschland
- 2000: Edificio Plaza Libertad, Buenos Aires, Argentinien
- 2000: Hôtel Hilton, Dubai, Vereinigte Arabische Emirate
- 2001: Internationaler Flughafen Lago Argentino bei El Calafate, Argentinien
- 2002: Torre de las Telecomunicaciones, Montevideo, Uruguay
- 2007: Calgary Courts Centre, Calgary, Kanada

Des Weiteren hat er die National Bank of Dubai 1997 geplant und war Ideengeber des Hotels Burj al Arab in Dubai.

## Auszeichnungen
- 1971: Master in Architecture and Urban Design
- 1986: Arts et Lettres, Frankreich
- 1988: Ehrenlegion, Frankreich
- 1990: Medalla de Oro, Universität  von Uruguay
- 1997: Distinguished Alumni Award, Washington, USA
- 1997: distinction „Vitruvio“, musée des Beaux-Arts, Buenos Aires, Argentinien